# 박봉손
박봉손(朴鳳孫, 1796년 ~ 1839년 9월 26일)은 조선의 천주교 박해 때에 순교한 한국 천주교의 103위 성인 중에 한 사람이다. 세례명은 막달레나(Magdalena)이다.

## 생애
박봉손은 한양의 한 이교도 집안에서 태어났고, 15세에 이교도 남성과 결혼해서 두 딸을 두었다. 그녀는 남편이 죽자 한양의 친정으로 돌아왔다. 그 후 그녀의 계모 김 체칠리아가 그녀를 설득하여 1834년에 박봉손은 천주교 신자가 되었다. 그녀는 서소문 밖에 있는 계모의 오빠 집에서 살았다. 그 마을에는 십수명의 가난한 사람들이 살고 있었는데, 박봉손은 자신을 돌볼 틈도 없이 친절하게 그들을 보살폈다. 그녀에 대한 한 증언에 따르면, 그녀를 아는 모든 사람들은 하느님과 이웃에 대한 사랑과 헌신에 감복했다고 한다.
1839년 기해년에 박해가 일어나자 마을의 여러 교우들은 피신하였지만, 그녀는 집에서 홀로 조용히 체포될 때를 기다리고 있었다. 그녀는 7월 초에 잠시 집에 들른 외삼촌과 같이 체포되었다. 그녀가 포도청과 형조에 있는 내내 그녀에게 격심한 형벌과 고문이 계속되었다. 그녀는 배교할 것과 교우들을 고발하기를 강요받았지만, 거듭하여 거절했다. 그녀의 다리는 주뢰형으로 뒤틀렸고 격심하게 매질을 당하면서도, 그녀는 하느님을 위해 죽겠다고만 말했다.
박봉손은 결국 사형을 선고 받고 1839년 9월 26일에 서소문 바깥에서 여덟 명의 교우와 함께 참수되었다. 그녀가 영광스럽게 순교하던 그때 그녀의 나이 44세였다.

## 시복 · 시성
박봉손 막달레나는 1925년 7월 5일에 로마 성 베드로 광장에서 교황 비오 11세가 집전한 79위 시복식을 통해 복자 품에 올랐고, 1984년 5월 6일에 서울특별시 여의도에서 한국 천주교 창립 200주년을 기념하여 방한한 교황 요한 바오로 2세가 집전한 미사 중에 이뤄진 103위 시성식을 통해 성인 품에 올랐다.

## 참고 문헌
- (영어) Catholic Bishop's Conference Of Korea. 103 Martryr Saints: 박봉손 막달레나 Magdalena Pak Pong-son 보관됨 2014-10-19 - 웨이백 머신